# 大深山遺跡

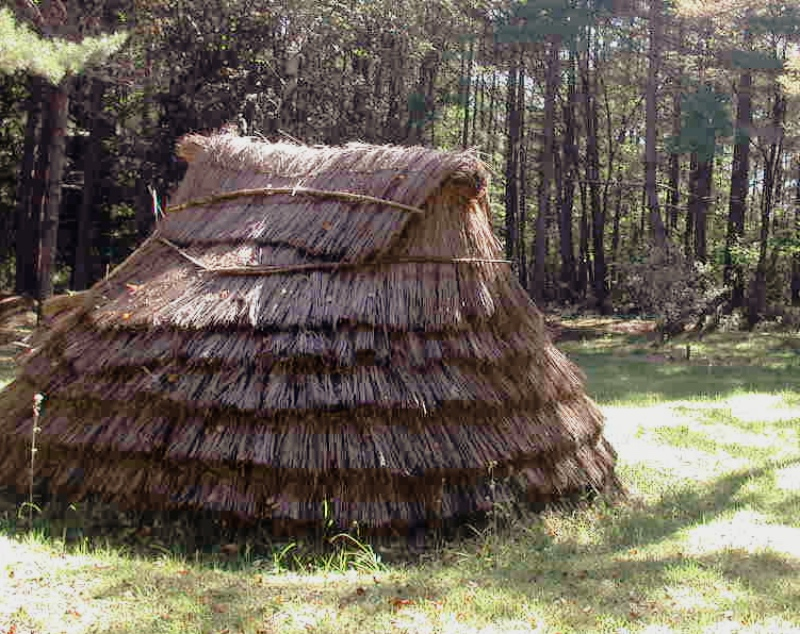
大深山遺跡

大深山遺跡（おおみやまいせき）は、長野県南佐久郡川上村大字大深山にある縄文時代中期の集落遺跡。1966年（昭和41年）国の史跡に指定された。

## 概要
天狗山の南麓、赤顔山（あかづらやま）の東南麓、千曲川右岸の南向きの標高1300mを越える平坦地に位置している。八ヶ岳山麓一帯に数多く分布する縄文遺跡の中でも最高度を誇り、日本各地の縄文遺跡中最も標高の高い遺跡の一つ。
1953年（昭和28年）の林道開発における再発見以来、大深山観光協会や村教育委員会の手で発掘調査が行われ、これまでに8次にわたる調査で竪穴建物跡が50棟（中期中葉が25、中期後半が19、不明が7）、積石遺構、数万点に及ぶ縄文土器、石器が出土しており、2棟の復元建物が設置されている。
完全な形で出土した人面香炉型土器（釣手土器、通称『ウルトラマン』）などの出土品は、川上村文化センターに保存展示されている。